# Поточка зијалка
Поточка зијалка је пећина која се налази у Словенији, Караванкама, на надморској висини од 1700 m, на југозападном делу планине Олшеве, над Логарском долином. Данас је значајан археолошки и палеонтолошки локалитет из палеолитског периода (ауригнацијена). Пећина је дужине 110 m, а ширине 40 m.

## Археолошка ископавања
Сречко Бродар, словеначки палеонтолог, вршио је археолошко истраживање које је почело 1928. и трајало 8 година. У културним слојевима је установљено 40 животињских врста, од којих је било највише остатака пећинског медведа, у улазном делу пећине откривено је више од 300 камених артефаката (углавном су присутни резачи и стругачи) и 51 коштани шиљак.
Налази се чувају у Покрајинском музеју у Цељу.